# Холл, Тэйлор
Тэйлор Стрба Холл (англ. Taylor Strba Hall; род. 14 ноября 1991, Калгари, Альберта) — канадский хоккеист, левый нападающий клуба НХЛ «Каролина Харрикейнз».
В 2010 году был выбран на драфте под общим первым номером командой «Эдмонтон Ойлерз». До драфта НХЛ играл в юниорской Хоккейной лиге Онтарио за команду «Уинсор Спитфайрз», в составе которой выиграл два Мемориальных кубка в 2009 и 2010 годах. При этом был признан MVP в обоих розыгрышах. Агентом Холла является бывший хоккеист, один из лучших защитников НХЛ всех времён, Бобби Орр.
5 июля 2010 года подписал свой первый профессиональный контракт с командой «Эдмонтон Ойлерз».
Всего сыграл в НХЛ более 800 матчей и набрал почти 700 очков.

## Юность
Родился в Калгари, Альберта, в семье Стива Холла и Ким Стрба. Его отец — бывший профессиональный игрок Канадской футбольной лиги, выступавший за клубы «Виннипег Блу Бомберс», «Торонто Аргонавтс» и «Оттава Раф Райдерс» в середине 1980-х. После завершения карьеры футболиста он был членом Сборной Канады по бобслею. Мать Тейлора познакомила его с хоккеем в возрасте 5 лет. Каждую зиму отец Тейлора заливал во дворе каток, на котором Холл и его друзья играли в хоккей. В 2005 году его семья переехала в Кингстон, Онтарио, где Тейлор начал учёбу в школе.

## Юниорская карьера

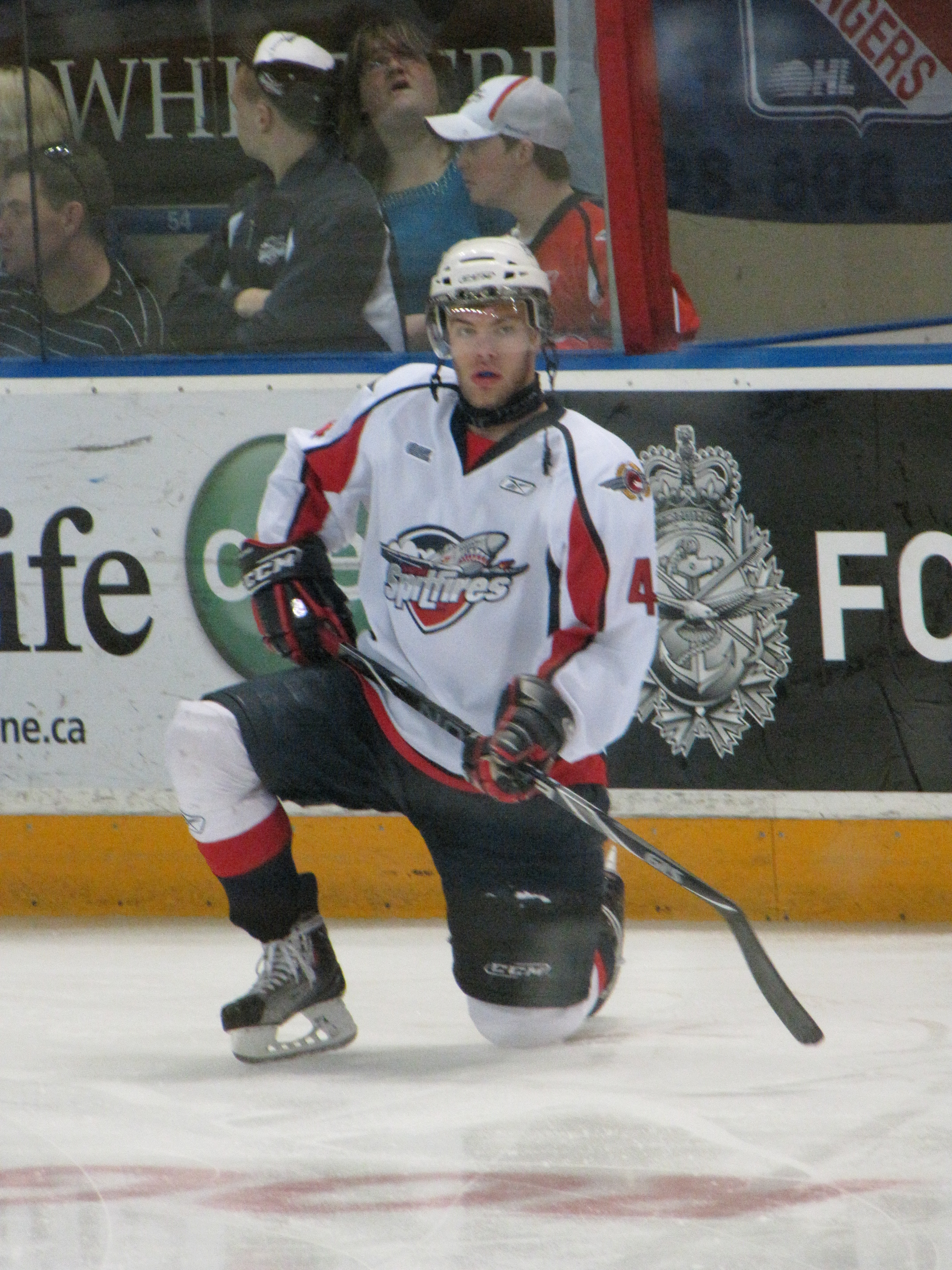
Холл в форме клуба «Уинсор Спитфайрз»

Холл дебютировал в Хоккейной лиге Онтарио в составе клуба «Уинсор Спитфайрз» в 2007 году. В своем первом сезоне он забил 45 шайб, отдал 39 результативных передач, и набрав суммарно 84 очков, показал третий результат в команде. В марте он дважды был признан «игроком недели», а по итогам сезона получил «Эммс Фэмили Эворд» и стал Лучшим новичком года CHL.
Во время сезона 2008/09 Холл был выбран в сборную ОХЛ, представлявшую лигу на турнире Subway Super Series. В своем втором сезоне в ОХЛ он забил 38 шайб и отдал 52 результативные передачи, набрав суммарно 90 очков. Его клуб, «Уинсор Спитфайрз», стал чемпионом ОХЛ, а затем и выиграл Мемориальный кубок. В играх плей-офф Холл забил 16 шайб и отдал 20 результативных передач и по итогам сезона получил «Уэйн Гретцки 99 Эворд» как MVP игр плей-офф. Он забил победную шайбу в овертайме пятой решающей игры финальной серии против клуба «Брэмптон Баттальон». «Уинсор Спитфайрз» выиграли серию со счётом 4-1. В розыгрыше Мемориального кубка Холл набрал 8 очков в 6 играх, а «Уинсор Спитфайрз» одержали победу в финале над «Келоуна Рокетс» со счётом 4-1. По итогам турнира Холл получил приз «Стэффорд Смайт Мемориал Трофи» как MVP турнира и был включён в символическую сборную розыгрыша. В 2009 году на драфте КХЛ был выбран российским клубом «Ак Барс» под общим 91-м номером.
Холл завершил сезон 2009/10 с результатом 106 очков (40 шайб и 66 результативных передач), что было лучшим показателем в лиге. Он разделил «Эдди Пауэрс Мемориал Трофи» с Тайлером Сегином, также набравшим 106 очков. «Уинсор Спитфайрз» снова выиграли Кубок Джей Росса Робертсона, а Холл набрал 35 очков в 19 играх плей-офф ОХЛ. Его партнёр по команде, Адам Хенрик, получил «Уэйн Гретцки 99 Эворд», забив 20 шайб.
В мае 2010 года Холл помог «Уинсор Спитфайрз» выиграть Мемориальный кубок второй раз подряд. По итогам турнира он снова был признан MVP и получил второй «Стэффорд Смайт Мемориал Трофи», а также стал первым хоккеистом, которому удалось получить «Эд Чиновет Трофи» как самому результативному игроку розыгрыша Мемориального кубка и попасть в символическую сборную турнира два раза подряд.
Согласно промежуточным рейтингам Центрального скаутского бюро НХЛ в сезоне 2009/10, Холл занимал первое место в списке доступных для драфта хоккеистов. Однако в итоговой таблице он уступил первую строчку Тайлеру Сегину.

## Карьера в НХЛ
На драфте НХЛ 2010 года Холл был выбран под общим 1-м номером командой «Эдмонтон Ойлерз». Вскоре после этого он подписал свой первый контракт в качестве профессионального хоккеиста. По условиям соглашения он получал $ 900 тыс. за сезон, с возможностью дополнительных выплат в размере $ 2,86 млн в качестве бонусов. Таким образом Холл стал самым высокооплачиваемым новичком в истории «Ойлерз».
В команде Холл выбрал для себя номер «4», который до него использовал Кевин Лоу, нынешний директор по хоккейным операциям команды «Эдмонтон Ойлерз».
Холл дебютировал в НХЛ 7 октября 2010 года в игре против «Калгари Флэймз», закончившейся победой «нефтяников». Тейлор набрал своё первое очко в НХЛ, отдав результативную передачу Шону Хоркоффу, во второй игре сезона против «Флориды Пантерз» 10 октября 2010 года. Свой первый гол Холл забил в ворота «Коламбус Блю Джекетс» 28 октября.
Свой первый хет-трик в НХЛ Холл сделал в игре против «Атланты Трэшерз» 19 февраля 2011 года. Он забил 3 гола в большинстве, а «Эдмонтон Ойлерз» одержал победу со счётом 5:3.
3 марта 2011 года Холл сделал свой первый хет-трик Горди Хоу в игре против «Коламбус Блю Джекетс». Он забил гол в ворота Стива Мэйсона, ассистировал Джордану Эберле и подрался с Дереком Дорсеттом. Матч завершился победой «Ойлерз» со счётом 4:2. Во время драки Холл получил растяжение связок лодыжки и из-за травмы пропустил оставшиеся игры сезона. Всего по итогам своего дебютного сезона в НХЛ Холл забил 22 шайбы и отдал 20 результативных передач в 65 играх.
В сезоне 2011/12 Холл сделал свой второй хет-трик в игре против «Чикаго Блэкхокс», закончившейся победой «Ойлерз» со счётом 9:2.
По окончании сезона 2012/13 подписал с «нефтяниками» 7-летний контракт на $ 42 млн.
Так ни разу не пробившись с «Эдмонтоном» в плей-офф, 29 июня 2016 года был обменян в «Нью-Джерси Девилз» на защитника Адама Ларссона.
В сезоне 2017/18 в период со 2 января по 6 марта Тэйлор Холл выдал 26-матчевую результативную серию, в которой набрал 38 (18+20) очков. По итогам регулярного чемпионата «Нью-Джерси» впервые за 6 лет пробился в плей-офф, а Холл набрал 93 очка, что на 41 очко больше, чем у 2-го бомбардира команды — Нико Хишира. Журналисты признали достижения нападающего, и Тэйлор получил свой первый индивидуальный приз в НХЛ — «Харт Трофи», не намного опередив занявшего второе место Натана Маккиннона из «Колорадо».
16 декабря 2019 года был обменян в «Аризону Койотис».
Перед началом сезона 2020/21 перешёл в «Баффало Сейбрз». По ходу сезона последовал обмен в «Бостон Брюинз». В «Бостоне» провёл три сезона, сыграл 158 матчей и набрал 111 очков (44+67) при показателе полезности +37. В плей-офф сыграл 25 матчей и набрал 17 очков (10+7) при показателе полезности −4.
26 июня 2023 года был обменян вместе с Ником Фолиньо в «Чикаго Блэкхокс» на Иена Митчелла и Алека Регулу. 9 ноября 2023 года получил травму правого колена в игре против «Тампы-Бэй». 18 ноября вернулся на лёд и провёл 2 матча, но 23 ноября стало известно, что Холл пропустит весь остаток сезона 2023/24 и перенесёт операцию.
24 января 2025 года в результате трёхстороннего обмена был обменян с Микко Рантаненом с 50% удержанием зарплаты в «Каролину Харрикейнз» на  выбор в 3-м раунде (2025)  

## Международная карьера
В 2008 году Холл в составе юниорской сборной Канады по хоккею принял участие в чемпионате мира, проходившем в Казани. На турнире он набрал 9 очков в 7 играх, а сборная Канады выиграла золотые медали. В том же году Холл вместе с юниорской сборной занял первое место на Мемориале Ивана Глинки в Словакии. Тэйлор был ассистентом капитана, которым являлся Мэтт Дюшен.
В 2010 году Холл вошёл в состав сборной Канады на чемпионат мира среди молодёжных команд, проходивший в провинции Саскачеван, Канада. В игре против Словакии он сделал хет-трик, что принесло победу Канаде со счётом 8:2. Холл завершил турнир с 12 очками (6 шайб и 6 передач в 6 играх). Сборная Канады завоевала серебряные медали.
Холл был приглашён в тренировочный лагерь молодёжной сборной Канады для участия в чемпионате мира среди молодёжных команд 2011 года, но он отказался, предпочтя сосредоточиться на подготовке к сезону НХЛ в составе «Ойлерз».
В составе первой сборной Канады дважды становился чемпионом мира, в 2015 и 2016 годах.
На чемпионате мира 2015 набрал в 10 матчах 12 очков, став 3 бомбардиром турнира после своих партнёров Джейсона Спеццы и Джордана Эберле.

## Статистика
| Легенда | Легенда                    | Легенда | Легенда                   | Легенда | Легенда    |
| ------- | -------------------------- | ------- | ------------------------- | ------- | ---------- |
| И       | Количество проведённых игр | Штр     | Штрафное время            | +/−     | Плюс-минус |
| Г       | Голы                       | П       | Голевые передачи          | О       | Очки       |
| -       | Статистика неизвестна      | —       | Статистика не учитывалась |         |            |

## Награды и достижения
| Награда                                 | Год              |        |
| --------------------------------------- | ---------------- | ------ |
| Юниорские                               |                  |        |
| OHL All-Rookie Team                     | 2008             | [ 22 ] |
| Эммс Фэмили Эворд                       | 2008             | [ 23 ] |
| Лучший новичок года CHL                 | 2008             | [ 24 ] |
| OHL First-Team All-Star                 | 2009 2010        | [ 25 ] |
| Уэйн Грецки 99 Эворд                    | 2009             | [ 26 ] |
| Эдди Пауэрс Мемориал Трофи              | 2010             | [ 27 ] |
| Стэффорд Смайт Мемориал Трофи           | 2009 2010        | [ 24 ] |
| Memorial Cup All-Star team              | 2009 2010        | [ 28 ] |
| Эд Чиновет Трофи                        | 2010             | [ 28 ] |
| CHL Second-Team All-Star                | 2010             | [ 29 ] |
| НХЛ                                     |                  |        |
| Матч всех звёзд                         | 2011, 2016, 2017 |        |
| Харт Трофи                              | 2018             | [ 30 ] |
| Первая символическая сборная всех звёзд | 2018             | [ 31 ] |